# Tricolor

Bandera tricolor francesa.

Bandera tricolor alemana.

Referit a una bandera, una tricolor és una bandera que té tres colors, usualment cada color ocupa una àrea igual que els altres ja sigui de forma vertical o horitzontal no tenint altres símbols. Una de les primers tricolors horitzontals va ser la bandera dels Països Baixos; una de les primeres verticals va ser la tricolor de França.

## Varietat de les tres bandes
El tricolor és un tipus específic de les banderes de tres bandes. En una bandera tres bandes, el disseny és de tres bandes horitzontals o verticals. Una tres bandes pot tenir dues bandes del mateix color separades per una d'un color diferent (exemple, la bandera del Perú).
En una tricolor, les tres bandes han de ser de diferents colors, el que motiva el seu nom. Per això es pot dir que els tricolors són una espècie del gènere de tres bandes.

## Llista de tricolors i tres bandes
Llista de tricolors organitzades per continent.

### Àfrica

#### Tricolors d'Àfrica
- La bandera del Camerun (amb un símbol).
- La bandera de Costa d'Ivori.
- La bandera d'Egipte (amb un símbol).
- La bandera d'Etiòpia.
- La bandera del Gabon.
- La bandera de Gàmbia.
- La bandera de Ghana (amb un símbol).
- La bandera de Guinea.
- La bandera de Lesotho (amb un símbol).
- La bandera de Líbia (amb un símbol).
- La bandera de Malawi (amb un símbol).
- La bandera de Mali.
- La bandera del Níger (amb un símbol).
- La bandera del Senegal (amb un símbol).
- La bandera de Sierra Leone.
- La bandera del Txad.

### Amèrica

#### Tricolors d'Amèrica
- La bandera de Bolívia (amb un símbol).
- La bandera de Colòmbia.
- La bandera de Costa Rica (amb un símbol).
- La bandera de l'Equador (amb un símbol).
- La bandera de Mèxic (amb un símbol).
- La bandera del Paraguai (amb un símbol).
- La bandera de Saint Vincent i les Grenadines (amb un símbol).
- La bandera de Veneçuela (amb un símbol).

### Àsia

#### Tricolors d'Àsia
- La bandera de l'Afganistan (amb un símbol).
- La bandera del Iemen.
- La bandera de l'Índia (amb un símbol).
- La bandera de l'Iran (amb un símbol).
- La bandera de l'Iraq (amb un símbol).
- La bandera de Síria (amb un símbol).
- La bandera del Tadjikistan (amb un símbol).
- La bandera de l'Uzbekistan (amb un símbol).

### Europa

#### Tricolors d'Europa
- La bandera d'Alemanya.
- La bandera d'Andorra (amb un símbol).
- La bandera d'Armènia.
- La bandera de l'Azerbaidjan (amb un símbol).
- La bandera de Bèlgica.
- La bandera de Bulgària.
- La bandera de Croàcia (amb un símbol).
- La bandera d'Eslovàquia (amb un símbol).
- La bandera d'Eslovènia (amb un símbol).
- La bandera d'Estònia.
- La bandera de França.
- La bandera d'Hongria.
- La bandera d'Irlanda.
- La bandera d'Itàlia.
- La bandera de Lituània.
- La bandera de Luxemburg.
- La bandera de Moldàvia (amb un símbol).
- La bandera dels Països Baixos (tricolor més antic).
- La bandera de Romania.
- La bandera de Rússia.
- La bandera de Sèrbia (amb un símbol).

### Oceania
(No hi ha tricolors).

#### Tricolors no nacionals
- La bandera tricolor canària (amb un símbol).
- La bandera de Caríntia.
- La bandera d'Extremadura.
- La bandera de Gelderland.
- La bandera d'Holanda del Nord.
- La bandera d'Iowa (amb un símbol).
- La bandera del Kurdistan (amb un símbol).
- La bandera de Ligúria (amb un símbol).
- La bandera de Los Angeles (amb un símbol).
- La bandera de Miami (amb un símbol).
- La bandera de Missouri (amb un símbol).
- La bandera de Nova York (amb un símbol).
- La bandera de Renània-Palatinat (amb un símbol).
- La bandera de Rin del Nord-Westfàlia.

## Tricolors de països desapareguts

Bandera tricolor oficial durant la Segona República Espanyola.

- La bandera de la República Democràtica Alemanya (amb un símbol)
- La bandera de l'Alt Volta
- La bandera de Biafra (amb un símbol)
- La bandera de la Gran Colòmbia (amb un símbol)
- La  bandera de Iugoslàvia.
- L'antiga bandera de Ruanda (amb un símbol)
- Una antiga bandera de Xile, en desús des de 1817
- La bandera de la Segona República Espanyola (amb un símbol)
- La bandera de Rhodèsia